# Orr (Minnesota)
Orr es una ciudad ubicada en el condado de St. Louis en el estado estadounidense de Minnesota. En el Censo de 2010 tenía una población de 267 habitantes y una densidad poblacional de 75,47 personas por km².

## Geografía
Orr se encuentra ubicada en las coordenadas 48°3′28″N 92°49′25″O / 48.05778, -92.82361. Según la Oficina del Censo de los Estados Unidos, Orr tiene una superficie total de 3.54 km², de la cual 3.5 km² corresponden a tierra firme y (1.1%) 0.04 km² es agua.

## Demografía
Según el censo de 2010, había 267 personas residiendo en Orr. La densidad de población era de 75,47 hab./km². De los 267 habitantes, Orr estaba compuesto por el 80.9% blancos, el 0% eran afroamericanos, el 18.35% eran amerindios, el 0% eran asiáticos, el 0% eran isleños del Pacífico, el 0% eran de otras razas y el 0.75% pertenecían a dos o más razas. Del total de la población el 0% eran hispanos o latinos de cualquier raza.